# Лео Франке
Лео Франке (нім. Leo Franke; 16 травня 1914, Реклінґгаузен — 17 вересня 1991) — німецький військовик, гауптшарфюрер СС. Кавалер Німецького хреста в золоті.

## Нагороди
- Залізний хрест
  - 2-го класу (28 липня 1941)
  - 1-го класу (26 серпня 1941)
- Почесна застібка на орденську стрічку для Сухопутних військ (3 жовтня 1941)
- Штурмовий піхотний знак в сріблі (14 жовтня 1941)
- Нагрудний знак «За поранення» в чорному (4 листопада 1941)
- Хрест Воєнних заслуг 2-го класу (30 січня 1943)
- Німецький хрест в золоті (травень 1945) — як командир 2-го дивізіону 10-го танкового полку СС 10-ї танкової дивізії СС «Фрундсберг».